# Monteacuto (fiume)
Il Monteacuto è un fiume laziale, il principale affluente del fiume Amaseno.
Nasce alle pendici di Monte Acuto (827 m), non lontano dall'abitato di Patrica, in provincia di Frosinone. Ha un corso indririzzato principalmente a sud ed è circondato da una ampia serie di vette montane, tra cui spiccano il Monte Caccume (1095 m), il Monte Calvello (935 m) e il Monte Siserno (791 m). Entrato nella provincia di Latina, lambisce il paese di Prossedi e poi si getta nel fiume Amaseno, dopo un percorso di circa 13 km.